# کیکو سونوی
کیکو سونوی (انگلیسی: Keiko Sonoi; ۶ اوت ۱۹۱۳ – ۲۱ اوت ۱۹۴۵) بازیگر اهل ژاپن بود. وی بین سال‌های ۱۹۳۰ تا ۱۹۴۵ میلادی فعالیت می‌کرد.